# Kamisori

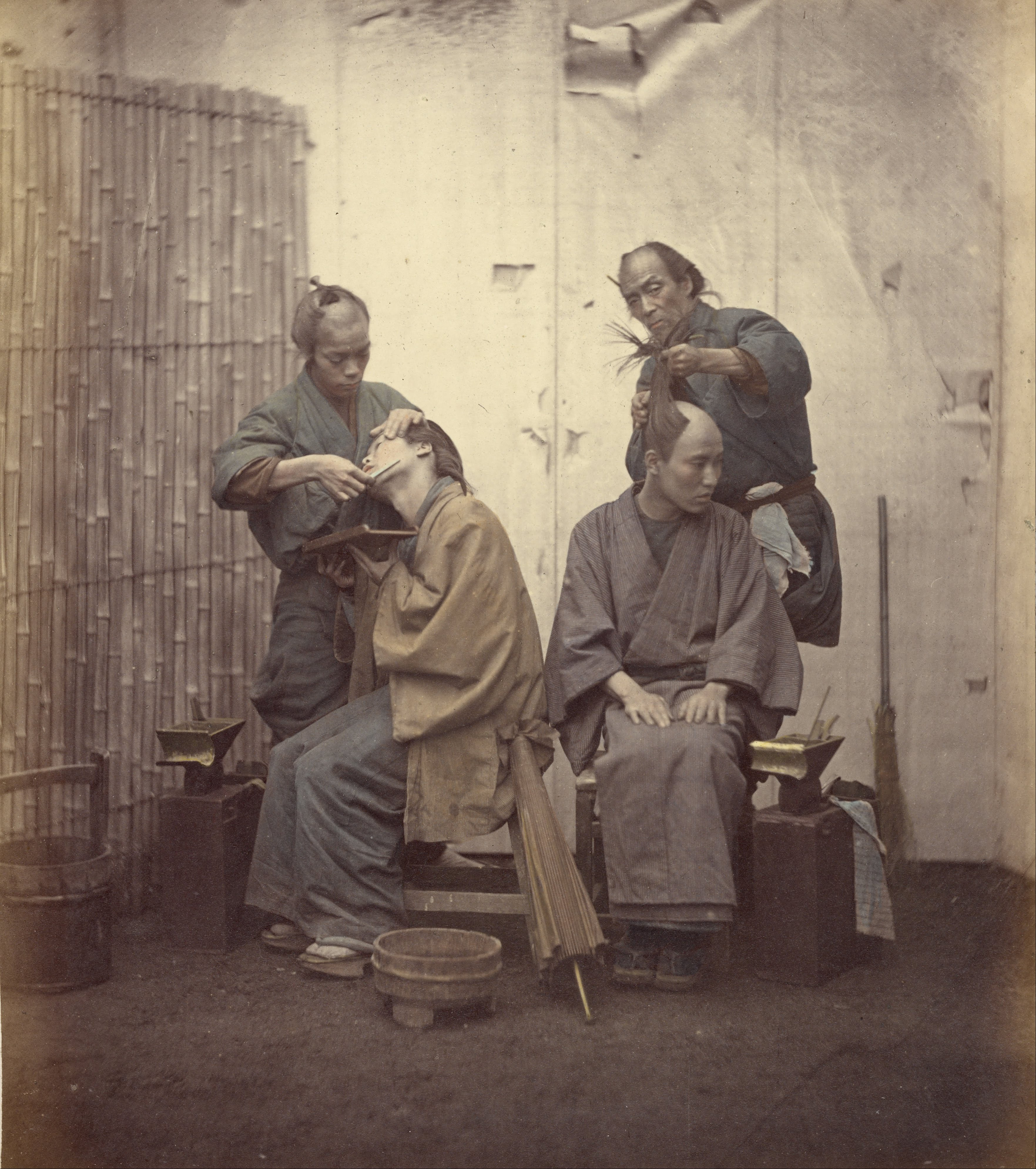
Japanische Barbiere. Foto von Felice Beato aus dem Jahr 1868. Auf der linken Seite ist ein Barbier zu sehen, der ein Kamisori zur Gesichtsrasur verwendet.

Ein Kamisori (剃刀) ist ein traditionelles, japanisches Rasiermesser, dessen Klinge und Griff aus einem Stück geschmiedet sind. Der Griff kann zur besseren Handhabung mit Rattan umwickelt sein.
Während westliche Rasiermesser einen Griff aufweisen, in den die Klinge eingeklappt werden kann, läuft die Klinge von Kamisoris direkt in den Griff aus. Darüber hinaus unterscheiden sich Kamisoris von westlichen Rasiermessern durch ihre kürzere Schneide.
Für die Qualität eines Kamisoris ist entscheidend, welcher Stahl verwendet worden ist und welcher Meister es geschmiedet hat.

## Geschichte
Kamisori kamen während der Asuka-Zeit (538 oder 592–710) im Zuge der Einführung des Buddhismus von China aus nach Japan. Sie dienten zur Rasur der Tonsur buddhistischer Mönche.
Vor etwa 150 Jahren, zu Beginn der Meiji-Zeit (1868–1912), wurde die Kaste der Samurai abgeschafft und die Herstellung von Katanas, der traditionellen Langschwerter, in Japan verboten. Als die Schwertschmiede dadurch ihre Arbeit verloren, verlagerten sie ihre Tätigkeit auf die Herstellung von Gegenständen des täglichen Gebrauchs, wie Koch- und Küchenmesser und die Kamisoris. Die Grundlagen, die besondere Geschicklichkeit und die speziellen Fertigkeiten der Schwertschmiede flossen so in die Herstellung der Kamisoris ein.

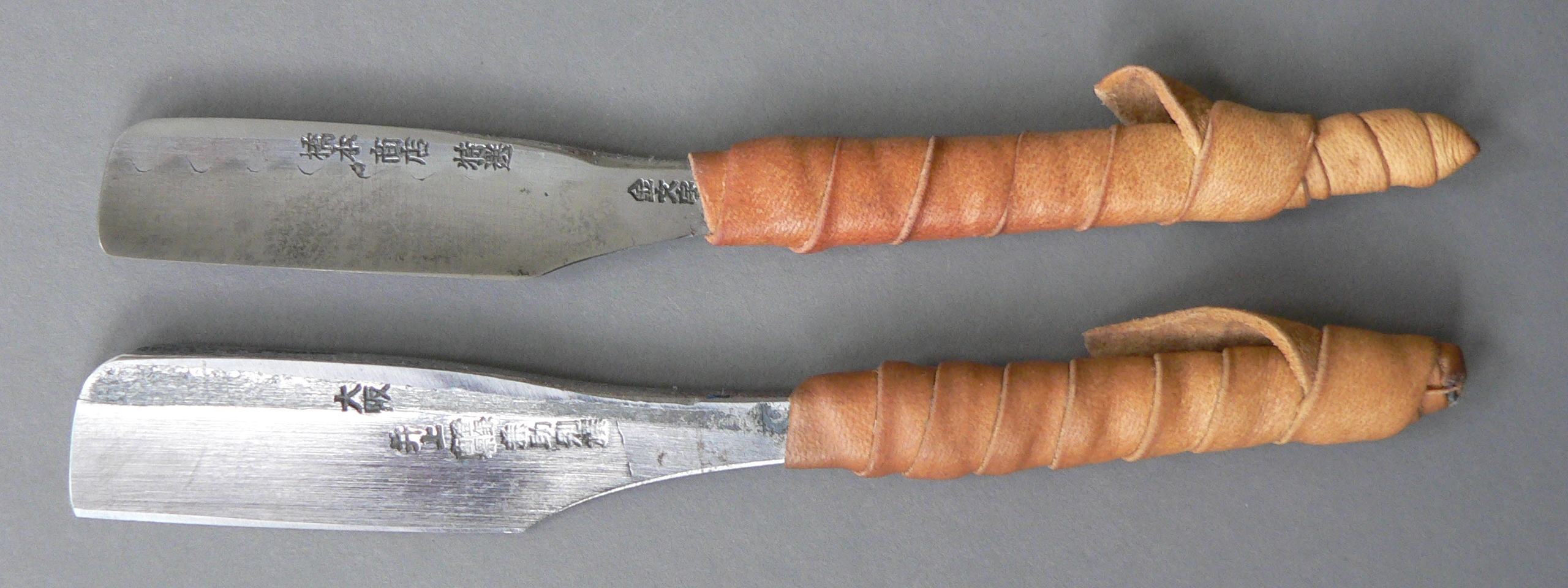
Zwei stark gebrauchte Kamisori. Ansicht der Rückseite (Ura). Die geschwungene Linie im oberen Messer ist keine Hamon-Linie, sondern ein geschwungener Ansatz des Tamahagane Plättchens.

## Herstellung

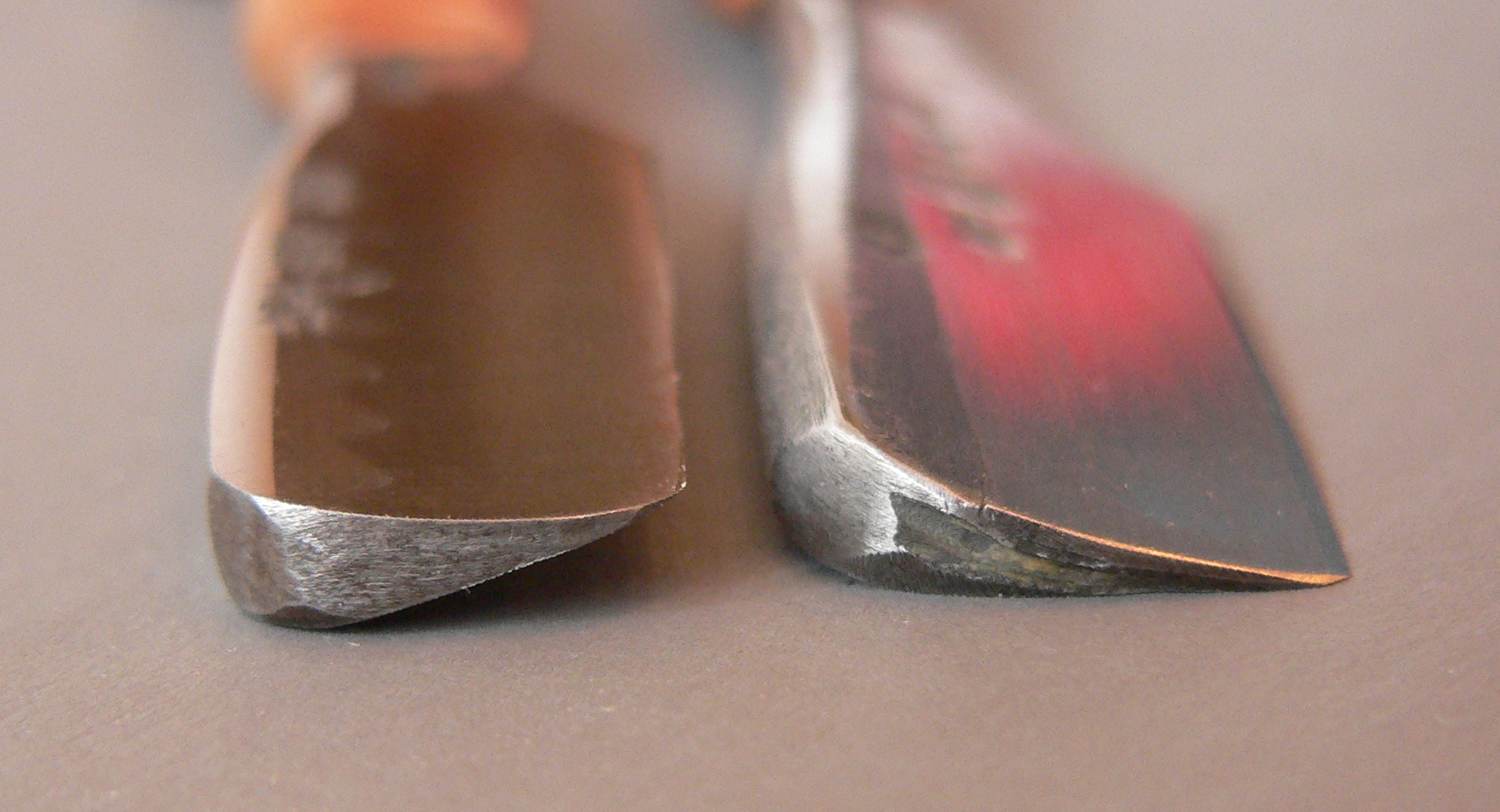
Zwei Kamisori. Ansicht des typischen Profils von vorn.

Traditionell hergestellte Kamisoris werden aus Tamahagane, einem besonders kohlenstoffhaltigen und damit sehr schnitthaltigen Stahl, hergestellt. Allein die Gewinnung der Rohstoffe und des Stahls sind sehr aufwändig und können nur von erfahrenen Spezialisten geleistet werden. In früheren Zeiten wurde der zur Verfügung stehende Stahl ausschließlich an besonders ausgewählte Schmieden geliefert, deren Meister in der Lage waren, aus diesem sehr schwer zu schmiedenden Stahl ein Kamisori zu fertigen.
Dadurch, dass die zur Gewinnung von Tamahagane notwendigen Rohstoffe in Japan weitestgehend abgebaut sind, kommen heute auch verschiedene andere Stähle zum Einsatz.
Neben dem Schmieden von Hand werden Kamisori heute auch in Serienfertigung hergestellt.

## Aufbau
Die Klinge eines Kamisoris hat zwei Seiten, eine obere „Omote“ und eine untere „Ura“, wobei auf der Uraseite der verwendete Stahl und der Name des Schmieds gestempelt sein kann. Tamahagane wird ausschließlich für die untere Seite verwendet, für die obere kommt weicheres und elastischeres Eisen zur Anwendung. Geschärft/poliert wird im Wesentlichen – anders als beim europäischen Rasiermesser – im Verhältnis 3:1, d. h. 3 Schübe auf der Omote-Seite und dann erfolgt 1 Zug auf der Ura-Seite. Zu diesem Punkt gibt es aber verschiedene Meinungen, so schärfen/polieren einige Leute auch im Verhältnis 7:2, um die perfekte Schneide zu erhalten.
Im Vergleich zu einem westlichen Rasiermesser hat ein Kamisori eine asymmetrische Klingenform und wird üblicherweise nur mit einer Seite zur Wange genutzt.

## Trivia
Es gibt auch Kamisori für Wechselklingen. Es sind sowohl Spezialklingen in Verwendung, als auch halbe (durch Durchbrechen gewonnene)Standardklingen.

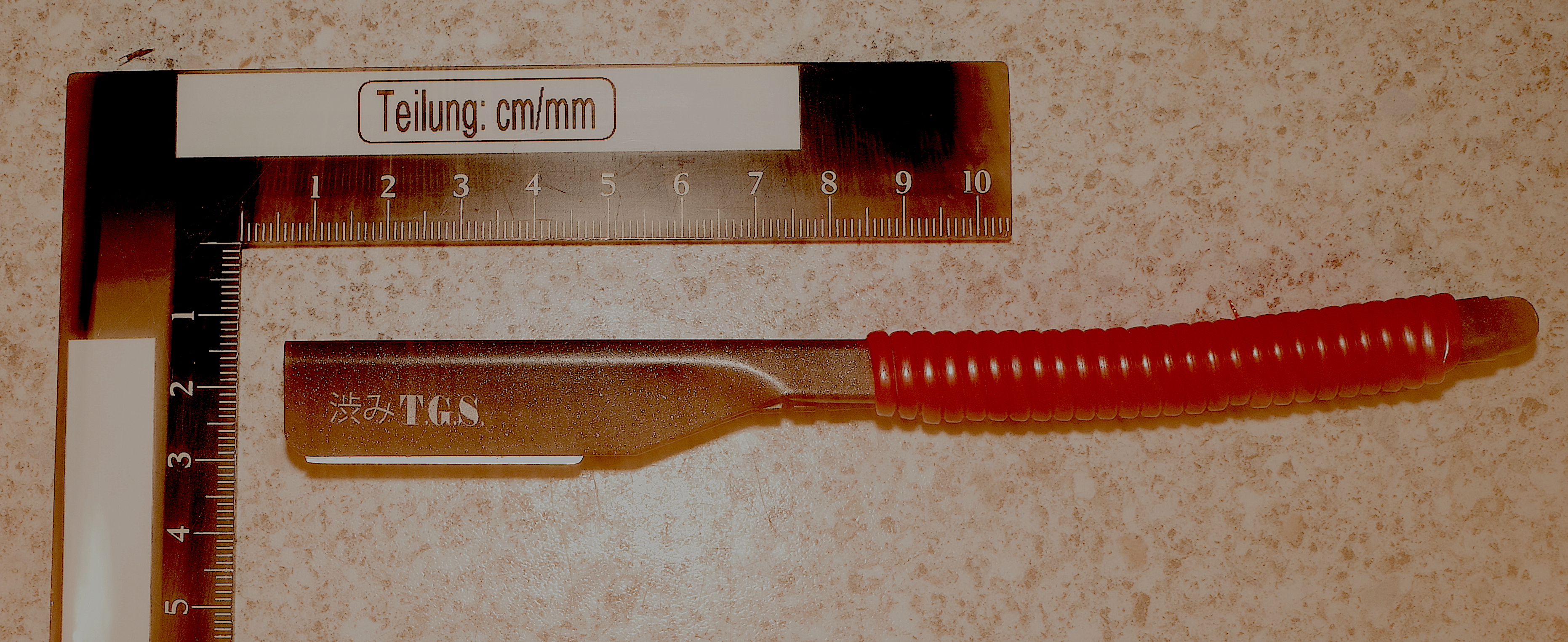
Kamisori für Wechselklingen (halbe Standardklinge)